# Tavira-Prio/Saison 2011
Dieser Artikel listet Erfolge und Mannschaft des Radsportteams Tavira-Prio in der Saison 2011 auf.

## Erfolge in der UCI Europe Tour
| Datum         | Rennen                                                     | Kat. | Fahrer         |
| ------------- | ---------------------------------------------------------- | ---- | -------------- |
| 7. Juli       | 1. Etappe Grande Prémio Internacional de Torres Vedras     | 2.2  | Ricardo Mestre |
| 7.–10. Juli   | Gesamtwertung Grande Prémio Internacional de Torres Vedras | 2.2  | Ricardo Mestre |
| 12. August    | 7. Etappe Portugal-Rundfahrt (EZF)                         | 2.1  | Ricardo Mestre |
| 13. August    | 8. Etappe Portugal-Rundfahrt                               | 2.1  | André Cardoso  |
| 4.–15. August | Gesamtwertung Portugal-Rundfahrt                           | 2.1  | Ricardo Mestre |

## Zugänge – Abgänge
| Zugänge      | Team 2010 | Abgänge          | Team 2011    |
| ------------ | --------- | ---------------- | ------------ |
| Diogo Nunes  | Neoprofi  | David Blanco     | Geox-TMC     |
| João Pereira | Neoprofi  | Alejandro Marque | Onda         |
|              |           | Cândido Barbosa  | Karriereende |

## Mannschaft
| Name              | Geburtstag         | Nationalität           |
| ----------------- | ------------------ | ---------------------- |
| Samuel Caldeira   | 30. November 1979  | Portugal               |
| André Cardoso     | 3. September 1984  | Portugal               |
| Henrique Casimiro | 22. April 1986     | Portugal               |
| David Livramento  | 18. Dezember 1983  | Portugal               |
| Daniel Mestre     | 1. April 1986      | Portugal               |
| Ricardo Mestre    | 11. September 1983 | Portugal               |
| Diogo Nunes       | 3. April 1989      | Portugal               |
| João Pereira      | 14. Juni 1989      | Portugal               |
| Luís Silva        | 22. Oktober 1984   | Portugal               |
| Tomas Swift       | 29. August 1983    | Vereinigtes Königreich |
| Nélson Vitorino   | 17. August 1975    | Portugal               |

## Platzierungen in UCI-Ranglisten
UCI Europe Tour 2011
|      | Fahrer          | Punkte |
| ---- | --------------- | ------ |
| 44.  | Ricardo Mestre  | 207    |
| 124. | André Cardoso   | 111    |
| 218. | Samuel Caldeira | 73     |
| 341. | Nélson Vitorino | 46     |
| 668. | Daniel Mestre   | 16     |